# Jaco (Osttimor)
Jaco (auch: Jako, in Fataluku: Totina, Tontina) ist eine südostasiatische Insel der Inselgruppe der Kleinen Sundainseln. Jaco ist der Ostspitze mit dem Kap Cutcha der Insel Timor vorgelagert und gehört zu Osttimor (Aldeia Pitileti, Suco Tutuala, Verwaltungsamt Tutuala, Gemeinde Lautém).

## Überblick

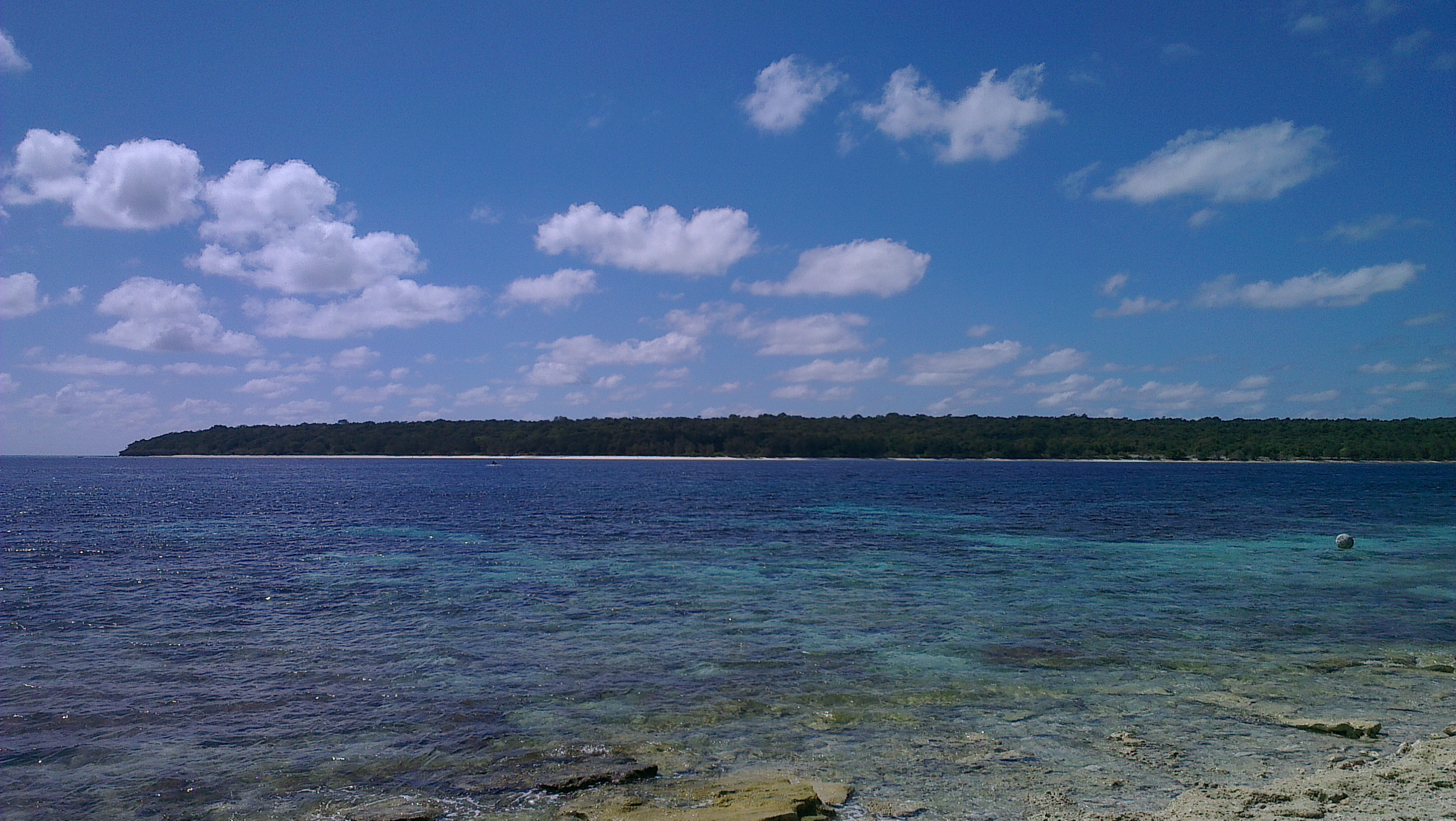
Blick auf Jaco vom Strand von Valu aus

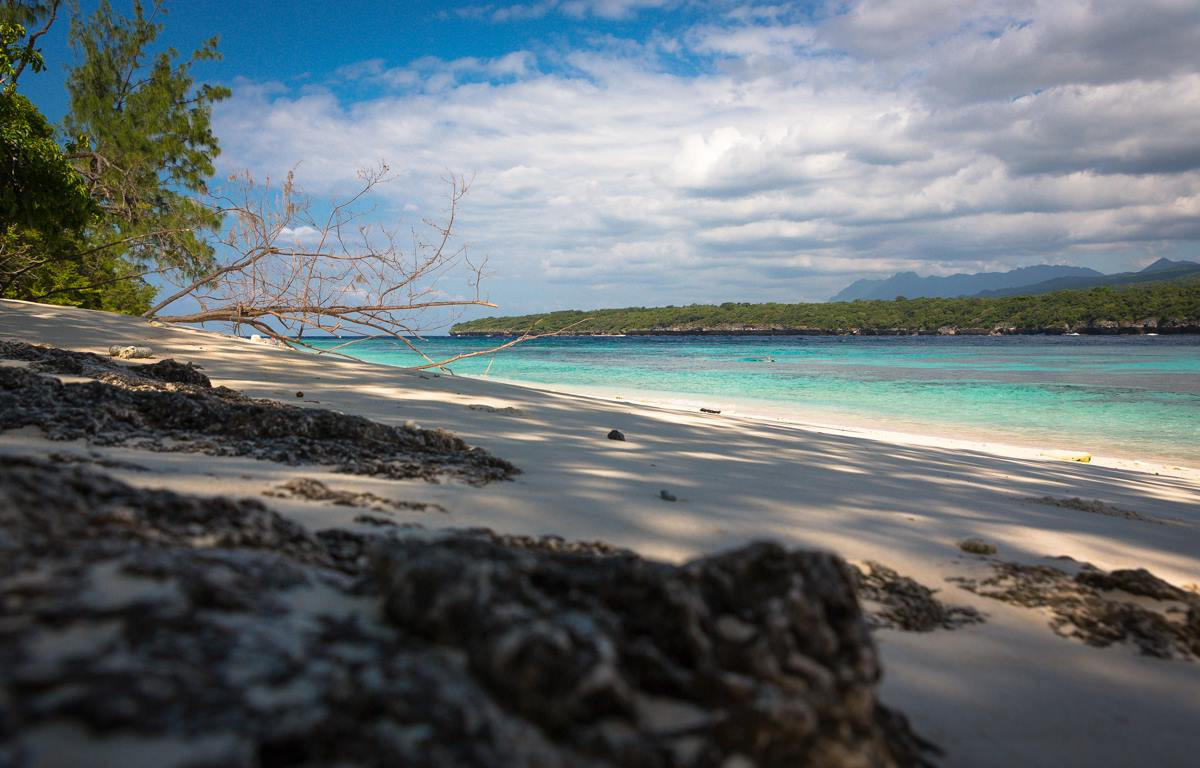
Blick von der Insel Jaco in Richtung Südwesten auf Timor mit dem Berg Paitchau.

Jaco besteht aus Kalkstein, der aus Korallen entstanden ist. Kalksteinklippen und Korallenriffe umgeben die dicht bewaldete Insel, die Teil des Nationalparks Nino Konis Santana ist. Die Jahresdurchschnittstemperatur beträgt knapp 27 °C. Im Jahr fallen etwa 1436 mm Niederschläge, wobei die Nord- und Ostküste der kleinen Insel etwas trockener ist.

Klimadaten
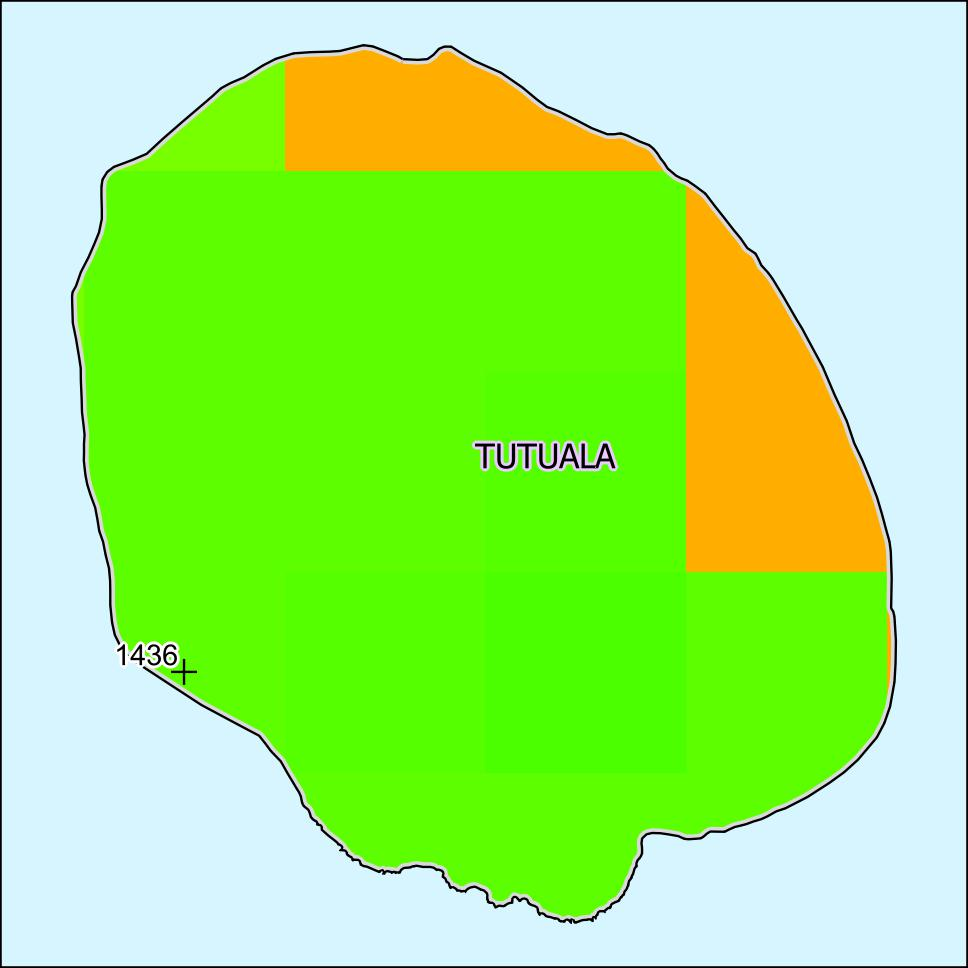
Jährliche Niederschlagsmenge (2000)
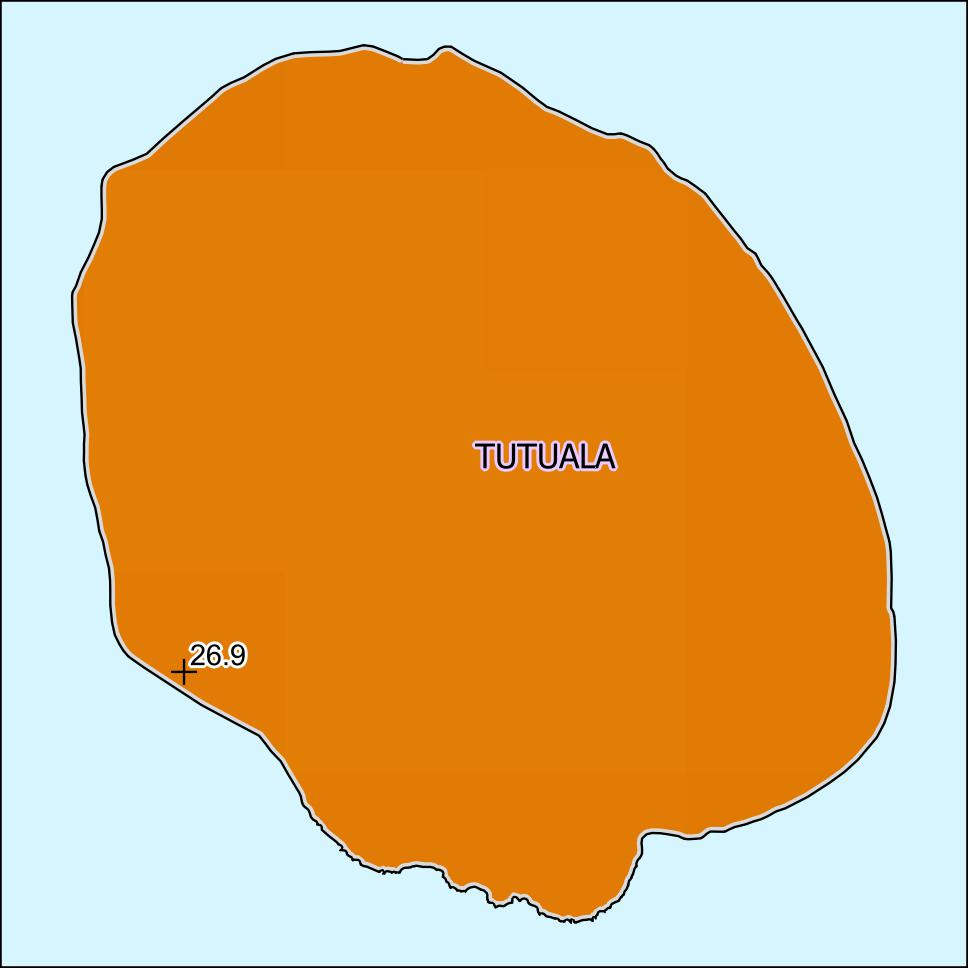
Jahresdurch-schnittstemperatur (2000)

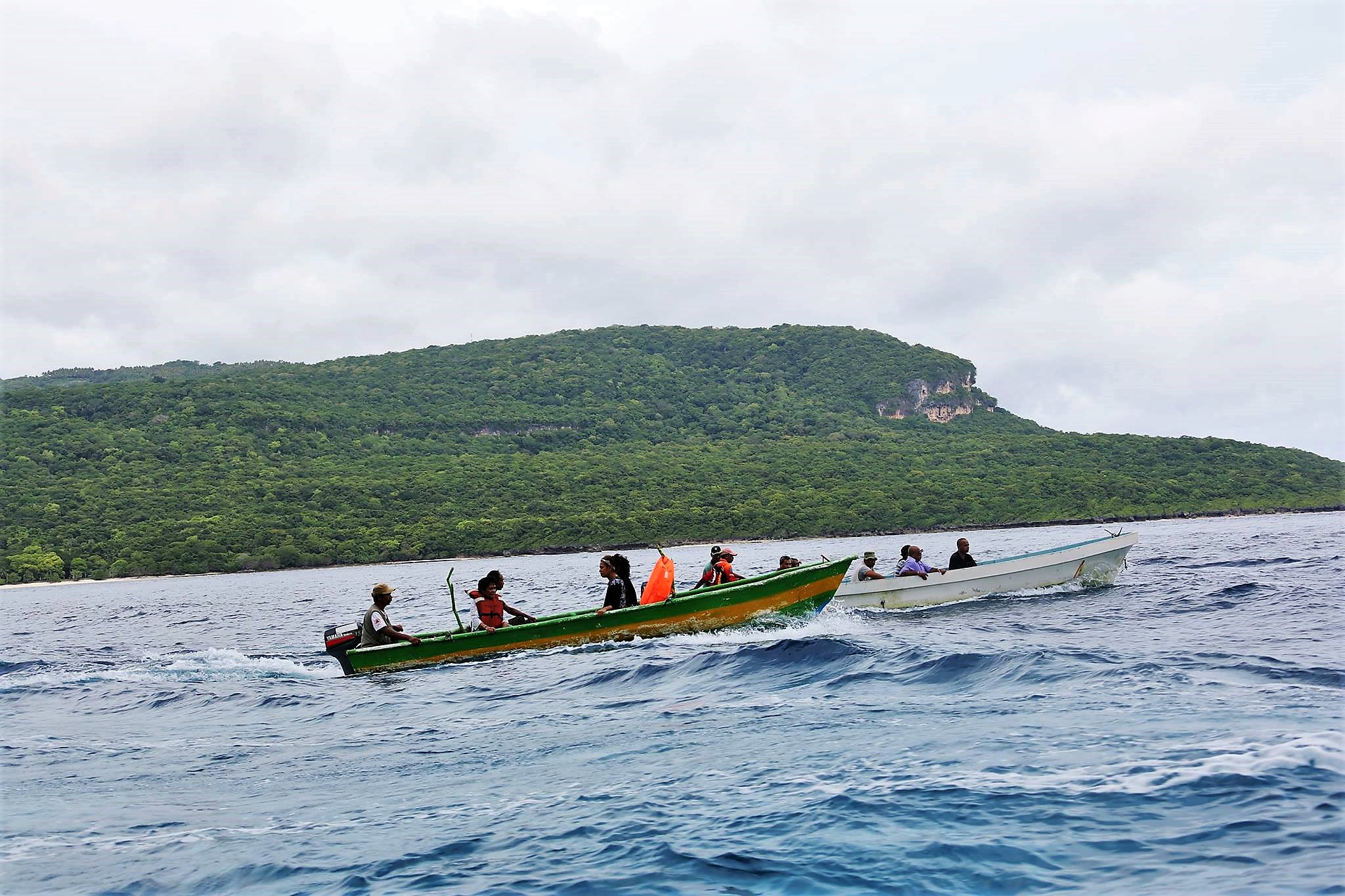
Mit solchen Fischerbooten werden Touristen nach Jaco übergesetzt

Jaco wird von der einheimischen Bevölkerung als heilig angesehen, da sich hier die nördlich gelegene Bandasee (Tasi Feto, das Frauenmeer) und die südlich gelegene Timorsee (Tasi Mane, das Männermeer) treffen. Prinzipiell war das Betreten der Insel, Fischen und Schwimmen daher verboten (Tara Bandu) Heute fahren aber Fischer Touristen vom gegenüber liegenden Strand von Valu zu den Sandstränden Jacos zum Schnorcheln und Tauchen. Übernachten auf der Insel wird aber weiterhin nicht gestattet. Im Februar und März werden beim Mechi, großen Festen Meci-Würmer (Eunice viridis) an der Nordküste aus dem Meer geerntet.
Mindestens an drei Stellen auf der Insel finden sich die Überreste von alten Befestigungen, die von der einheimischen Bevölkerung zum Schutz von Siedlungen errichtet wurden: Lai Vai, Pitilete und Honolati. Im Portugiesischen werden solche Anlagen als Tranqueira (deutsch Deckung, Verschanzung) bezeichnet. Einziges modernes Bauwerk auf der Insel war ein Leuchtturm aus der indonesischen Besatzungszeit, ein etwa 35 m hoher, weißer Gerüstturm. 2010 wurde er abgeschaltet und später abgebaut.
Auf der etwa 8 km² großen und bis zu 100 Meter hohen Insel leben seltene Vögel wie die Große Kuckuckstaube (Macropygia magna) und der Orpheusdickkopf (Pachycephala orpheus). Außerdem finden sich hier Mähnenhirsche (Rusa timorensis), die sich mangels Süßwassers auf der Insel daran gewöhnt haben, Salzwasser zu trinken. 2019 zählte man etwa 80 Hirsche auf der Insel. Da in diesem Jahr aber durch spät einfallenden Regen im Dezember das Grün verdorrte, starben mehrere Hirsche. 30 von ihnen schwammen die 600 Meter bis zum Ufer von Timor, um dort nach Nahrung zu suchen. Die Strände im Südosten dienen Meeresschildkröten zur Eiablage. Auf der Insel lebende Vertreter der Reptilien sind Glatte Nachtskinke und Waldskinke. In den umliegenden Gewässern kann man neben zahlreichen Fischarten auch Wale und Delphine beobachten.
Nach der Insel ist das osttimoresische Patrouillenboot NRTL Jaco benannt.

## Galerie

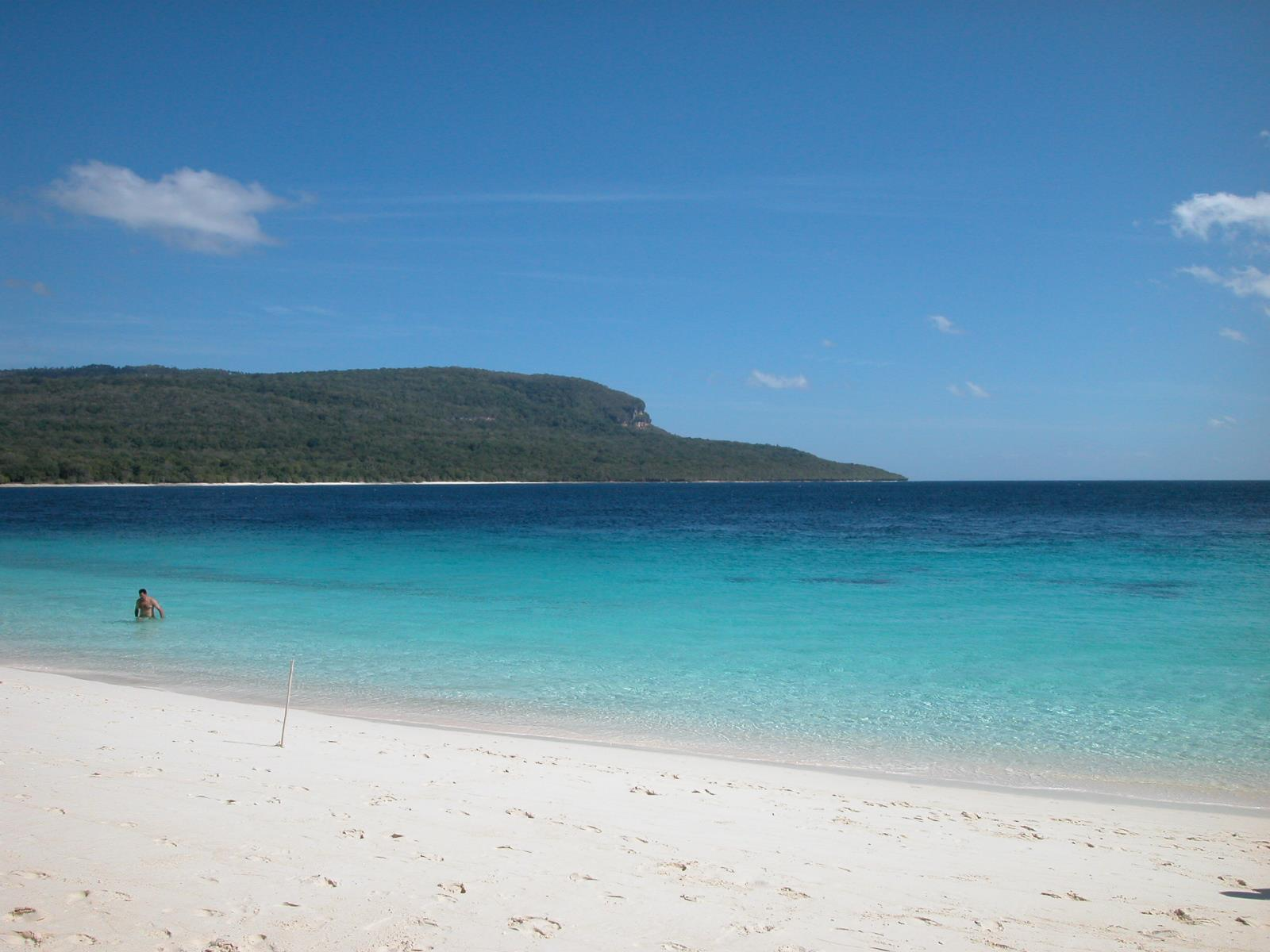
Strand von Jaco mit dem Kap Cutcha im Hintergrund in der Trockenzeit …
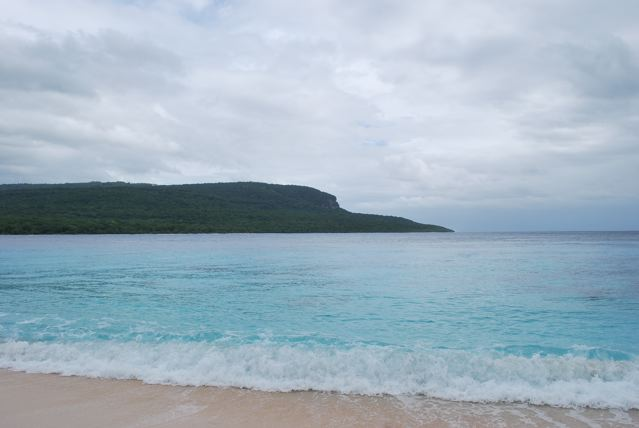
… und während der Regenzeit
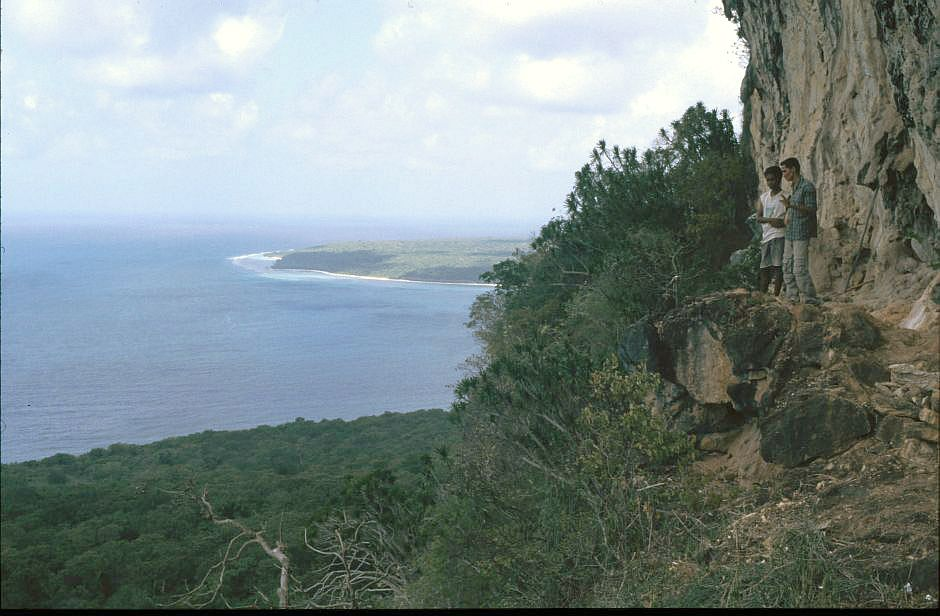
Blick auf Jaco von Ile Kére Kére aus
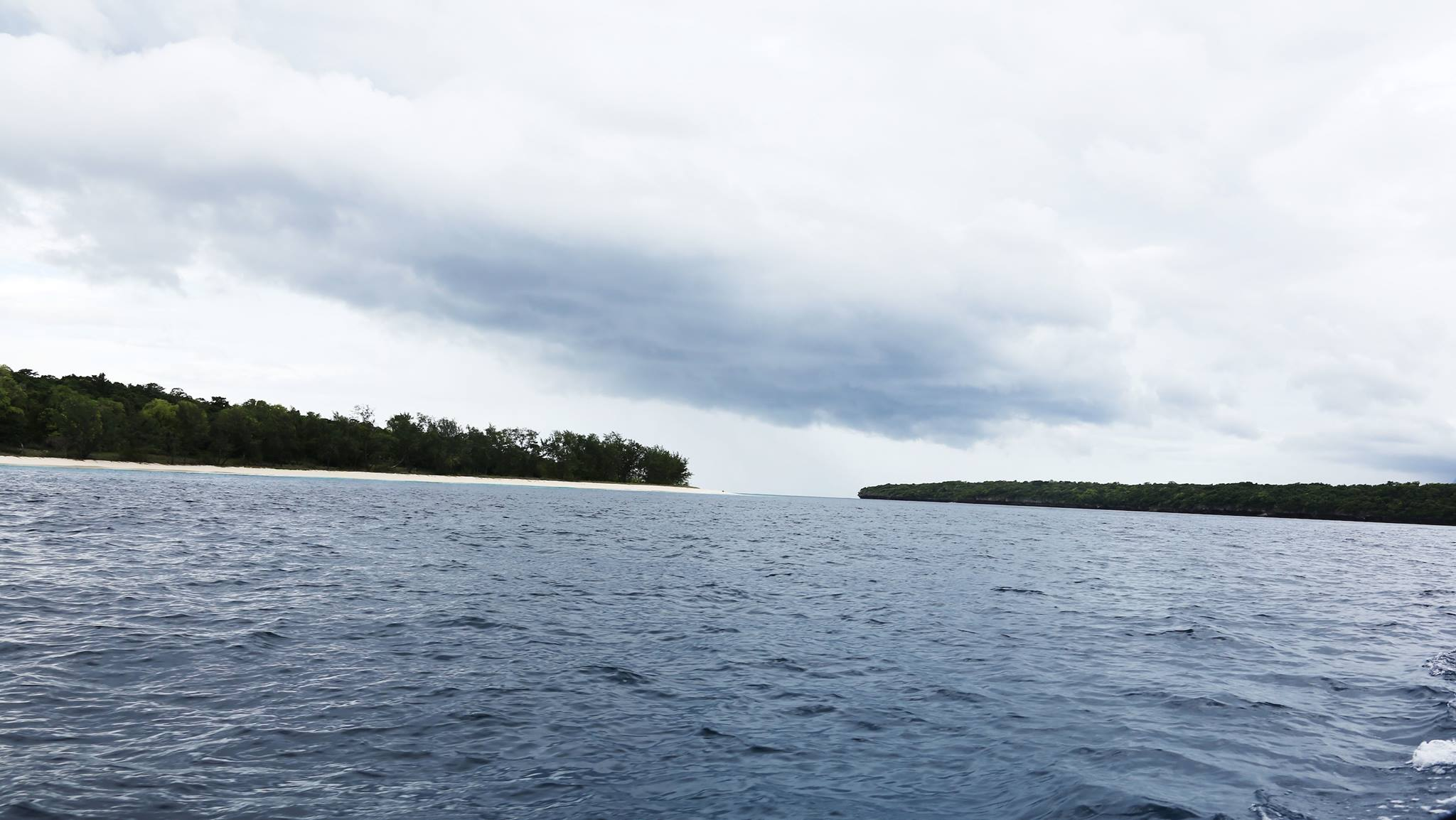
Die Wasserstraße zwischen Jaco und Timor
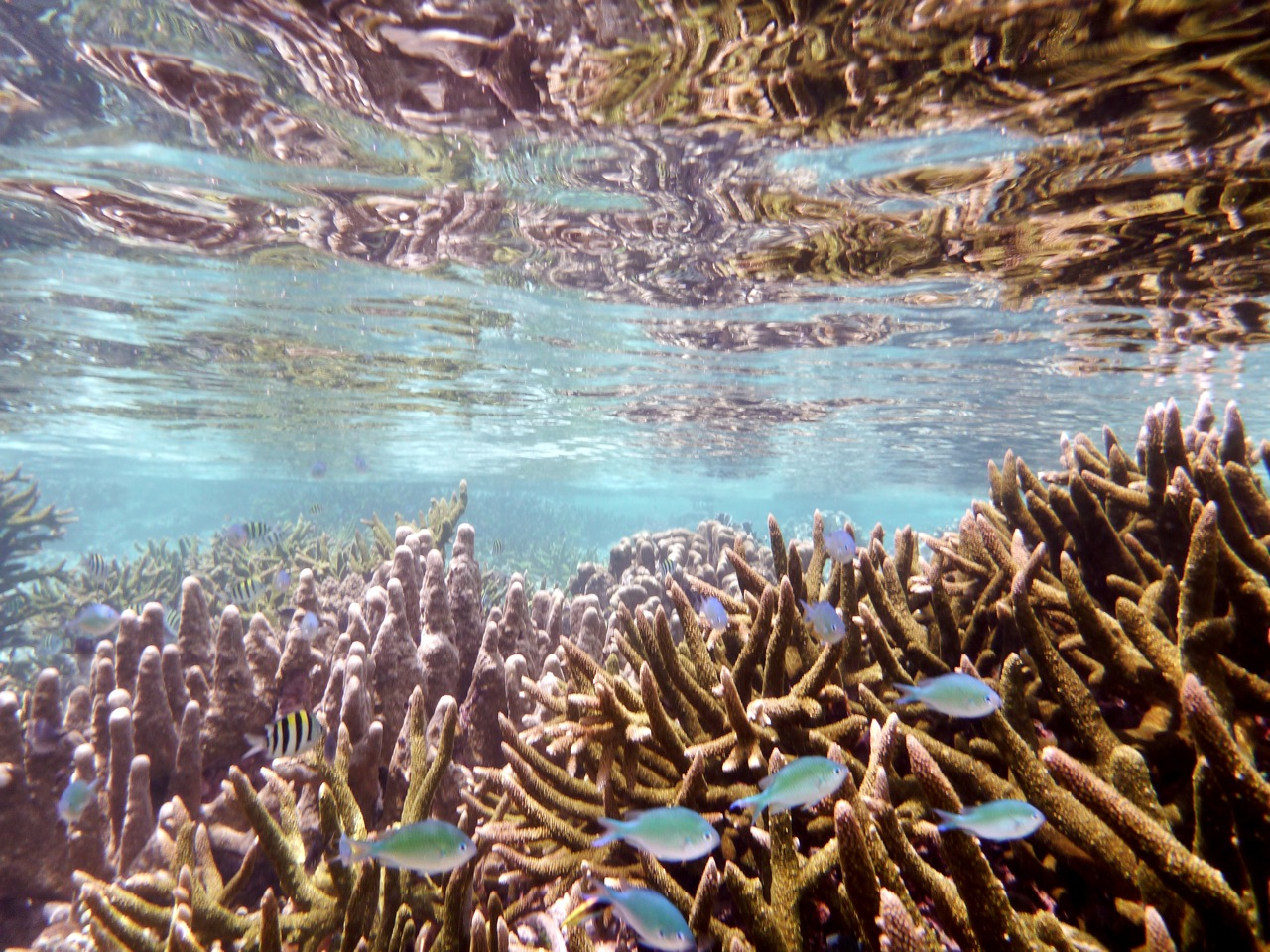
Meeresleben bei Jaco
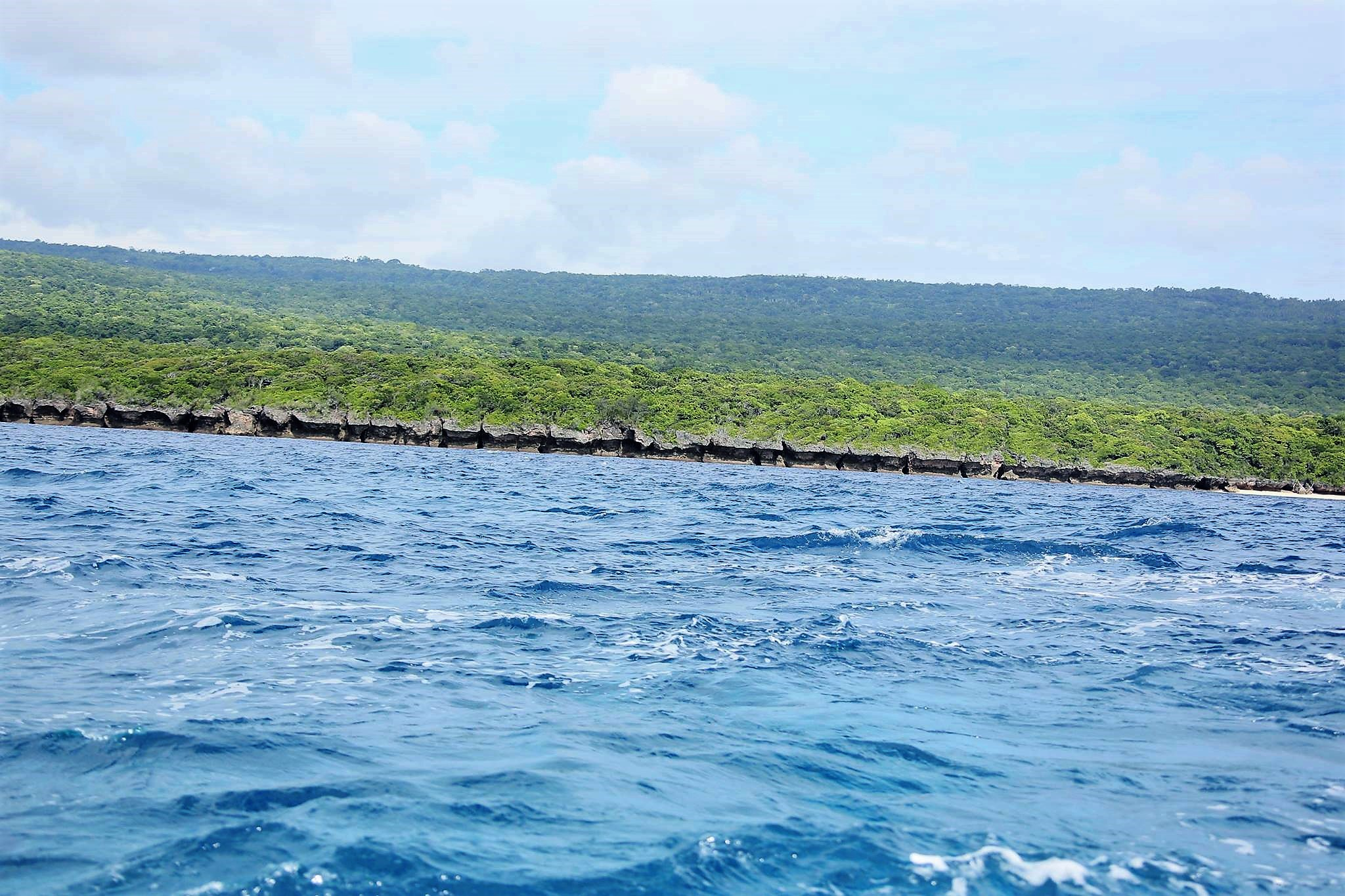
Küste Jacos abseits der Sandstrände
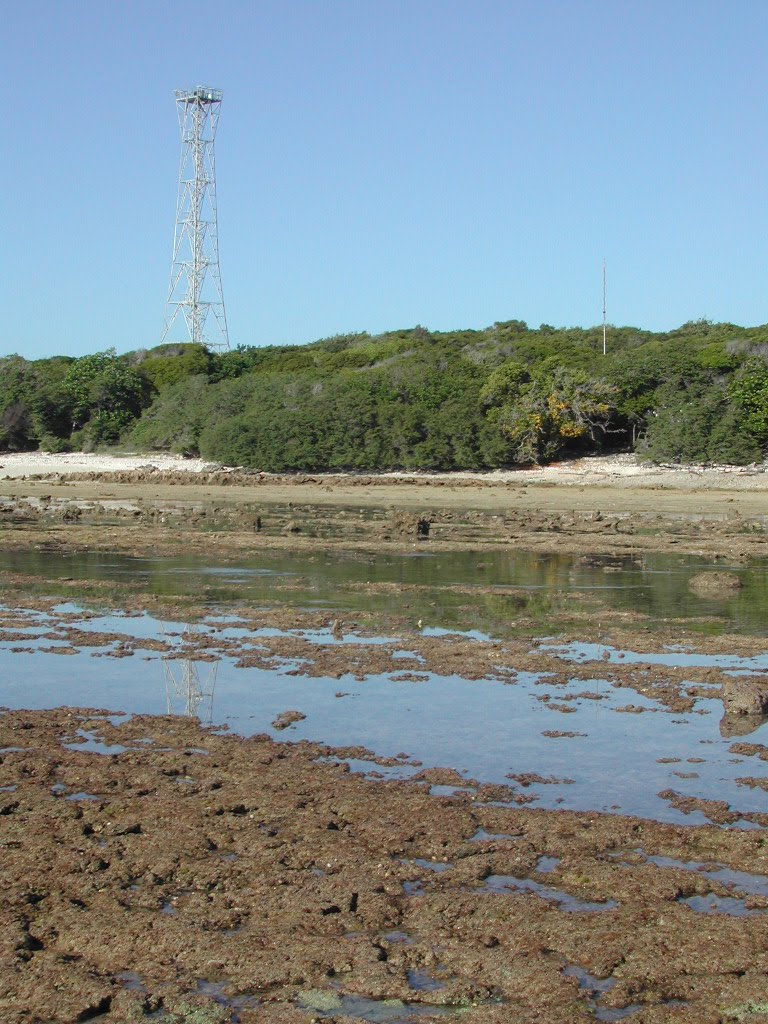
Leuchtturm von Jaco